# IC 1121
IC 1121 је галаксија у сазвјежђу Змија која се налази на листи објеката дубоког неба у Индекс каталогу.
Деклинација објекта је + 6° 48' 16" а ректасцензија 15h 27m 44,0s. Привидна величина (магнитуда) објекта IC 1121 износи 14,3 а фотографска магнитуда 15,3. IC 1121 је још познат и под ознакама CGCG 49-166, NPM1G +06.0454, PGC 55152.